# Il canal Grande
Il canal Grande è un olio su tela del pittore impressionista francese Claude Monet (1840 - 1926). Il dipinto fa parte di una serie, dedicata a Venezia, dipinta da Monet nel 1908. Questa serie di quadri en plein air, è una visione classica del Canal Grande, un tentativo di catturare il volto mutevole di Venezia, come si vede dal Palazzo Barbaro, dove il pittore risiedette. Venne dipinto durante un periodo che viene generalmente considerato dagli storici dell'arte come l'apice della sua carriera.
Uno dei dipinti della serie è stato venduto per più di 35 milioni di dollari, in un'asta di Sotheby, nel 2005, dove il quadro venne definito "uno dei più celebri dipinti di Venezia".

## Storia
Questo dipinto venne eseguito durante un viaggio di Monet a Venezia, nell'autunno del 1908, quando l'artista rispose all'invito di Mary Young Hunter, una ricca americana amica della moglie Alice, che aveva affittato Palazzo Barbaro a San Vidal. Inizialmente Monet non era molto entusiasta, ma alla fine accettò. Monet e la moglie arrivarono in Italia il 1 ° ottobre.
Monet aveva l'abitudine di studiare lo stesso soggetto al variare della luce, nei vari momenti della giornata, infatti, nel corso della sua carriera, ha realizzato molte serie, come ad esempio, la serie delle ninfee, la serie dei pioppi, la celeberrima serie della cattedrale di Rouen, i covoni di fieno e la serie del ponte di Charing Cross a Londra. Monet dipinse 37 opere durante il suo soggiorno in Italia, che durò tre mesi da ottobre a dicembre, tra queste c'erano pure le sei tele che hanno come tema il Canale Grande.

## Descrizione

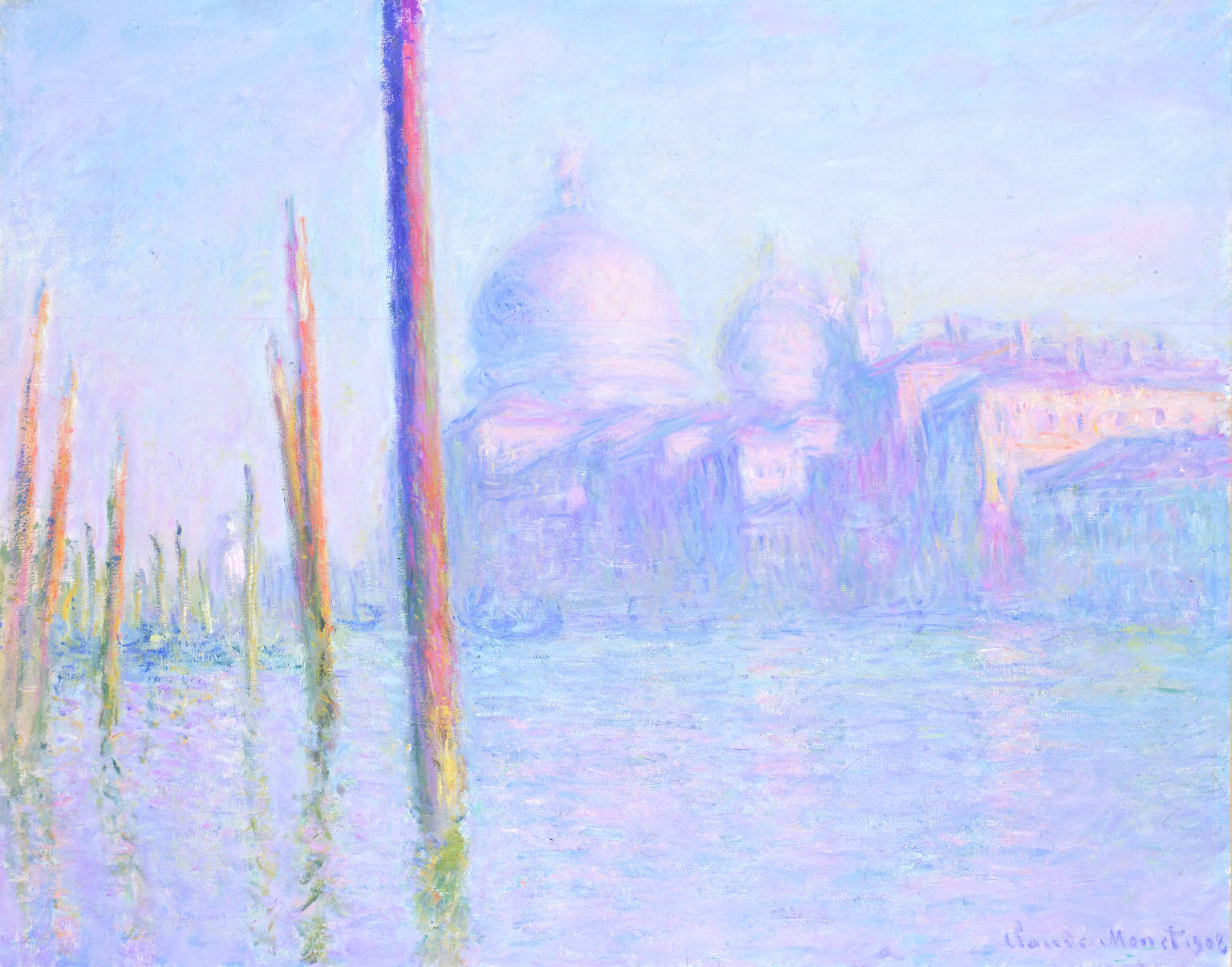
Versione dell'opera ora al Fine Arts Museums of San Francisco

Il dipinto raffigura il canale, visto dal Palazzo Barbaro. La serie di Monet ha introdotto un nuovo approccio a un tema che era stato raffigurato innumerevoli volte da molti grandi artisti prima di lui. Le serie è un'esplorazione pittorico della luce sull'antica città. Il pittore ha catturato il mutare dell'aspetto del paesaggio, al cambiare della luce e dei suoi riflessi sull'acqua e nei dintorni. Il pittore ha usato la verticalità dei pali d'ormeggio per controbilanciare gli edifici dello sfondo e la chiesa barocca della Salute. Monet era più preoccupato di catturare la luce sull'acqua e i riflessi dei raggi del sole, che i panorami e i ben noti edifici di Venezia.